# Famille des comètes de Jupiter
Pour les articles homonymes, voir JFC.
La famille des comètes de Jupiter ou famille des comètes joviennes (en anglais JFC pour Jupiter Family Comets), se compose de comètes périodiques de courte période, d'un peu moins de 5 ans à un peu plus de 20 ans ; la plupart d'entre elles possédant une période de révolution de 5,93 à 11,86 ans, soit une valeur comprise entre la période de révolution de la planète Jupiter et la moitié de celle-ci. Une comète apparentée à cette famille est dite comète de la famille de Jupiter.

## Découverte
La caractérisation des premiers membres de cette famille remonte à la découverte de la périodicité de certaines comètes. En effet, parmi les 10 premières comètes périodiques découvertes, 4 étaient membres de cette famille. Leur courte période de révolution font qu'elles reviennent à leur périhélie beaucoup plus souvent que d'autres comètes périodiques, facilitant ainsi leur découverte ; le fait que beaucoup d'entre elles passent relativement, et parfois franchement, près de la Terre, est un autre élément qui facilite leur découverte.
| Année                                                  | 2011 | 2012 | 2013 | 2014 | 2015 | 2016 | 2017 | 2018 | 2019 | 2020 | 2021 | 2022 | 2023 |
| Nombre de comètes découvertes appartenant à la famille | 17   | 20   | 21   | 20   | 19   | 16   | 15   | 13   | 20   | 14   | 18   | 14   | 17   |

Le fait qu'au cours des dernières années 2011-2023 il y ait eu autant de découvertes laisse présager qu'il y en ait encore davantage à découvrir en plus de celles déjà répertoriées. De Sisto et ses collaborateurs ont avancé un total de 2800 pour le nombre de comètes de cette famille. Le 19 février 2024, un total de 662 comètes appartenant à cette famille ont été découvertes, tandis que 78 autres pourraient être considérées à terme comme des membres excentriques de cette famille pourvus d'orbites caractérisées par des éléments orbitaux en dehors de la moyenne. L'appartenance d'une comète à cette famille n'est pas univoque parce que de nombreux critères sont avancés pour en établir l'adhésion, donc, selon les compilateurs de telle ou telle liste, une comète pourra y être incluse ou non.

## Orbite
Toutes les comètes de cette famille ont des orbites progrades et une inclinaison généralement inférieure à 20 degrés ; les comètes qui pourraient être incluses à terme dans cette famille, telles que la comète périodique P/2006 R1 (Siding Spring), caractérisées par des orbites rétrogrades, sont aujourd'hui répertoriées dans la famille des comètes de Halley. Plusieurs comètes de cette famille ont une faible distance minimale d'intersection de l'orbite de la planète Jupiter, ce qui implique des passages proches de la planète et qui, dans certains cas, tel que pour la comète D/1770 L1 (Lexell), peut entraîner des changements orbitaux radicaux. Une petite partie de ces comètes possède une faible Distance minimale d'intersection de l'orbite terrestre ; ces comètes sont les corps ancestraux à l'origine d'essaims météoritiques, telle 7P/Pons-Winnecke pour les Bootides de juin ou 21P/Giacobini-Zinner pour les Draconides d'octobre. Les orbites des jeunes comètes ont un paramètre de Tisserand supérieur à 2.

## Influence de Jupiter
Comme le suggère la dénomination de cette vaste famille de comètes, la durée de leur période de révolution est fortement influencée par la force gravitationnelle de Jupiter. Le fait que la plupart des périodes des comètes de Jupiter soient inférieures à celle de Jupiter elle-même signifie que chaque siècle on observe une demi-douzaine de conjonctions tangentes, ou les périodes sont tantôt supérieures puis inférieures ; dans certains cas, ces conjonctions impliquent des passages proches de Jupiter avec des perturbations gravitationnelles importantes. La variation des paramètres orbitaux de la comète de la famille de Jupiter 54P/de Vico-Swift-NEAT est présentée comme un exemple de comète soumise aux perturbations gravitationnelles de Jupiter: cette comète connaît un passage rapproché de Jupiter en 1968 durant lequel elle passe le 16 octobre 1968 à 0,16 UA de Jupiter, puis subit un changement important d'orbite; la même chose se produira à la suite d'un autre passage rapproché qui aura lieu le 26 août 2028 à 0,20 UA de Jupiter,.
| Époque de l'éphéméride (TT) | Date du périhélie (TT) | Période en années | Nœud ascendant en degrés (2000.0) | Argument du périhélie en degrés | Inclinaison en degrés | Distance du périhélie en U.A. |
| --------------------------- | ---------------------- | ----------------- | --------------------------------- | ------------------------------- | --------------------- | ----------------------------- |
| 28,0 août 1965              | 23,25 août 1965        | 6,312             | 25,066                            | 325,414                         | 3,612                 | 1,624                         |
| 7,0 février 1973            | 13,65 février 1973     | 7,378             | 359,333                           | 1,785                           | 6,089                 | 2,178                         |
| 20,0 juillet 1980           | 9,08 juillet 1980      | 7,411             | 359,286                           | 1,870                           | 6,081                 | 2,189                         |
| 21,0 novembre 1987          | 29,73 novembre 1987    | 7,389             | 359,269                           | 1,821                           | 6,085                 | 2,179                         |
| 24,0 mars 1995              | 2,88 avril 1995        | 7,313             | 359,050                           | 1,841                           | 6,088                 | 2,144                         |
| 25,0 juillet 2002           | 30,93 juillet 2002     | 7,313             | 358,965                           | 2,049                           | 6,085                 | 2,145                         |
| 25,0 novembre 2009          | 28,50 novembre 2009    | 7,374             | 358,853                           | 1,910                           | 6,068                 | 2,172                         |
| 28,0 mars 2017              | 15,44 avril 2017       | 7,398             | 358,853                           | 1,856                           | 6,057                 | 2,185                         |
| .....                       | 2024                   | .....             | .....                             | .....                           | .....                 | .....                         |
| 30,0 novembre 2031          | 1,99 décembre 2031     | 6,771             | 196,900                           | 164,383                         | 4,792                 | 1,853                         |

L'influence gravitationnelle de Jupiter n'a pas uniquement pour conséquence des changements d'orbite, mais est également à l'origine d'une classification en sous-groupes de comètes caractérisés par des éléments orbitaux particuliers, tels les membres de la famille des comètes quasi-Hilda ou des comètes périodiques SOHO. En particulier, les comètes quasi-Hilda sont remarquables par le fait qu'elles sont parfois capturées par Jupiter et en deviennent des satellites temporaires, également connus sous le nom de TSC (pour « Capturée en Satellite Temporaire » en anglais) ou entrent en collision avec cette planète comme pour la célèbre comète D/1993 F2, Shoemaker-Levy 9.

## Caractéristiques physiques
Les noyaux des comètes joviennes sont constitués, avec quelques variations individuelles, de 25 % d'eau, 5 % d'autres glaces volatiles, 35 % d'hydrocarbures et 35 % de silicates. Ils forment généralement des sphères d'un diamètre inférieur à 10 km, leur albédo allant de 0,02 à 0,05 et sont caractérisés par une période de rotation de moins de 10 heures. Seule une partie de la surface du noyau cométaire, de l'ordre de quelques points de pourcentage, est active, c'est-à-dire qu'elle libère des substances volatiles qui forment la comète, sa queue et sa chevelure.

## Origine
La proximité relative au Soleil des orbites des comètes, en particulier de leurs périhélies, conjuguée avec la perte de matériau de surface qui en résulte, fait que ces comètes ont une durée de vie très courte à l'échelle cosmique, comprise entre 10 000 et 1 000 000 années : ce fait en comparaison de l'âge du Système solaire, environ 4,6 milliards d'années, implique une destruction continuelle des comètes et un apport également constant en nouvelles comètes. L'origine des jeunes comètes est encore débattue, mais diverses hypothèses ont été émises:
- Les astéroïdes troyens de Neptune[7] ;
- Les astéroïdes troyens de Jupiter[8] ;
- La ceinture de Kuiper[4] ;
- Le nuage de Oort[9] ;
- Objets transneptuniens[10].

À l'heure actuelle, l'hypothèse qui gagne de plus en plus en crédibilité est que la source des jeunes comètes est constituée d'astéroïdes de type D situés à l'extérieur de la ceinture principale. Ces objets constitueraient une partie importante des astéroïdes de la famille de Hilda, des groupes d'astéroïdes zénocroiseurs et des comètes de la ceinture principale.

## Fin de vie
Les destinées finales des comètes de cette famille sont de diverses natures; en raison de leurs passages à proximité de la planète Jupiter elles sont davantage prédestinées que les autres comètes à terminer leur existence dans les circonstances suivantes :
- collision avec le soleil ;
- collision avec une planète ou un de ses satellites[13] : D/1993 F2 Shoemaker-Levy 9[14],[15],[16],[17] ;
- transformation en astéroïde, par exemple en un objet géocroiseur ;
- division en deux comètes ou plus: 42P/Néouïmine et 53P/Van Biesbroeck[18] ;
- fragmentation et désintégration: 73P/Schwassmann-Wachmann et les pluies de météores Tau Herculides, 3D/Biela et les Andromédides.